# Parr & Company
Parr & Company Ltd. war ein britischer Hersteller von Automobilen.

## Unternehmensgeschichte
Das Unternehmen aus Leicester begann 1901 mit der Produktion von Automobilen. Der Markenname lautete Parr. 1902 endete die Produktion.

## Fahrzeuge
Im Angebot standen Kleinwagen. Ein selbst hergestellter Einzylindermotor mit 5 PS Leistung trieb über zwei Ketten die Hinterachse an. Ein Motor mit 8 PS Leistung war ebenfalls lieferbar. Die offene Tonneau-Karosserie bot Platz für vier Personen.